# Praesens historicum
Het praesens historicum of de historische tegenwoordige tijd is het gebruik van de tegenwoordige tijd (praesens) om naar het verleden te verwijzen. Het stijlmiddel komt in Latijnse teksten veelvuldig voor en wordt dan ook met een Latijnse term aangeduid. Ook in andere talen wordt het stijlmiddel gebruikt, vooral om het verhaal een levendig karakter te geven. De overgang van verleden tijd naar praesens historicum kan in één zin plaatsvinden.

## Toepassing
Voorbeelden:
1. Ik liep in de stad en wie kom ik tegen: Jaap!
2. Ik was de zolder aan het opruimen en wat kom ik tegen: dat oude boek van je!
3. Hij kwam de kamer binnen. Hij doet de deur open en hoort een stem die hem doet schrikken. Het was de nacht.

### In andere talen
In sommige talen treedt het praesens historicum vaker op dan in andere. In het Afrikaans bijvoorbeeld bestaat er voor de meeste werkwoorden geen onvoltooid verleden tijd zoals in het Nederlands. Waar een Nederlandse verteller de keuze heeft tussen ik loop - ik liep en ik heb/ben gelopen kent het Afrikaans alleen ek loop en ek het geloop. Vertellingen over het verleden worden in het Afrikaans daarom vaak in een praesens historicum gehouden, waar het Nederlands eerder de onvoltooid verleden tijd gebruikt.

### Wikipedia
Een voorbeeld van het gebruik op Wikipedia zijn de jaarbladzijden. Zoals op de pagina van het jaar 1111: de stad Pamiers wordt gesticht.